# Hugo Bostedt
Hugo Hans Oscar Bostedt, född 26 maj 2006, är svensk konståkare och juniormästare. Han representerar Norrköpings Konståkningsklubb och ingår i Sveriges landslag.

## Biografi
Bostedt växte upp i Finspång och började åka konståkning vid fem års ålder, 2011.

## Tränare
Tidigare tränade han för Kim Zandvoort i Norrköpings KK. Inför säsongen 2023–2024 flyttade konståkarfamiljen Majorov till Norrköping, vilket innebar att Bostedt började träna för Alexander Majorov Sr. och Irina Majorova, med koreografi av både Alexander Majorov Jr. och Sr.

## Meriter

### Nationella mästerskap
- 1:a – Swedish Junior Championships 2024–25 (Västerås): 190,00 poäng.[1][7]
- 1:a – SKF-Trofén (Landskrona): 171,60 poäng.[8]
- 2:a – Swedish Junior Championships 2023–24 (Skellefteå): 170,01 poäng.[9]

### Internationella tävlingar (urval 2024–2025)
- 2:a – Sonja Henie Trophy (Oslo): 160,24 poäng.[10]
- 3:a – Nordics Open (Asker): 165,98 poäng.[11]
- 3:a – Tallinn Trophy (Tallin): 172,35 poäng.[12]
- 5:a – Bavarian Open (Oberstdorf): 173,32 poäng.[13]

### ISU Junior Grand Prix (urval 2024–2025)
- 8:a – JGP Ostrava 2024 (Ostrava): 176,52 poäng.[14]
- 15:e – JGP Riga Cup 2024 (Riga): 142,81 poäng.[15]

### Ranking
- 1:a – Nationella serien 2024/2025 (juniorherrar).[16]

## Personliga rekord
| Segment     | Poäng  | Tävling                      | Datum            |
| ----------- | ------ | ---------------------------- | ---------------- |
| Kortprogram | 64,56  | Swedish Junior Championships | 18 december 2024 |
| Friåkning   | 125,44 | Swedish Junior Championships | 18 december 2024 |
| Totalt      | 190,00 | Swedish Junior Championships | 18 december 2024 |

## Utmärkelser
- Ungdomsstipendium 2024 från Finspångs kommun för insatser inom elitidrott och som förebild för unga.[17]

## Utbildning
Bostedt avlade examen 2025 från Realgymnasiet i Norrköping där han studerade Teknikprogrammet.